# Zámky (přírodní památka)
Zámky jsou přírodní památka vymezená ústím Kostobrdského údolí (Zámeckou roklí) a Drahanským údolím v Praze 8. Chráněné území je rozděleno Zámeckou roklí na dvě samostatné části. Lokalita je ve správě Magistrátu hlavního města Prahy.

## Předmět ochrany
Důvodem pro vyhlášení přírodní památky byla snaha ochránit významný geomorfologický útvar na pravém břehu Vltavy s výchozy proterozoických břidlic a s žílami proterozoických vulkanických hornin. Na lokalitě se vyskytují chráněné a ohrožené druhy rostlin a živočichů.   

## Historie
Ve středním eneolitu na zdejším skalnatém ostrohu na Vltavou vzniklo opevněné sídliště zvané Zámka. Archeologické nálezy (keramické misky na nožičkách) dokládají osídlení lidem řivnáčské kultury. Později byla ostrožna osídlená v době bronzové, halštatské a hradištní.

## Flóra
Svahy přírodní památky orientované k jihu jsou preferovány teplomilnými rostlinnými společenstvy, ve kterých se vyskytují vzácnější druhy rostlin, např.: rozrazil ladní, tařice skalní, prvosenka jarní, křivatec český, trýzel škardolistý (Erysimum crepidifolium), kostřava walliská, bělozářka větevnatá, chmerek vytrvalý, pěchava vápnomilná, chrpa chlumní, bojínek tuhý, radyk prutnatý, jestřábník bledý, slézovec duryňský, koniklec luční český, šalvěj hajní a jestřábník zední.

## Fauna
Území přírodní památky je významným útočištěm teplomilných druhů hmyzu a významným hnízdištěm ptáků.